# Lucilia
Lucilia es un género de plantas con flores perteneciente a la familia de las asteráceas. Comprende 61 especies descritas y de estas, solo 10 aceptadas. Es originario de Sudamérica.

## Taxonomía
El género fue descrito por  Alexandre Henri Gabriel de Cassini  y publicado en Bull. Sci. Soc. Philom. Paris 1817: 32. 1817. La especie tipo es: Lucilia acutifolia (Poir.) Cass.

## Especies
A continuación se brinda un listado de las especies del género Lucilia aceptadas hasta agosto de 2012, ordenadas alfabéticamente. Para cada una se indica el nombre binomial seguido del autor, abreviado según las convenciones y usos.
- Lucilia acutifolia (Poir.) Cass.
- Lucilia eriophora J.Rémy
- Lucilia kunthiana (DC.) Zardini
- Lucilia linearifolia Baker
- Lucilia lopezmirandae (Cabrera) S.E.Freire
- Lucilia lycopodioides (Less.) S.E.Freire
- Lucilia nitens Less.
- Lucilia recurva Wedd.
- Lucilia saxatilis V.M.Badillo
- Lucilia tomentosa Wedd.